# Йохан Адолф фон Саксония-Гота-Алтенбург
Йохан Адолф фон Саксония-Гота-Алтенбург (на немски: Johann Adolf von Sachsen-Gotha-Altenburg; * 18 май 1721, Гота; † 29 април 1799, Фридрихстанек) от рода на Ернестински Ветини, е принц на Саксония-Гота-Алтенбург и генерал-лейтенант в Курфюрство Саксония.

## Живот
Той е най-малкият син на херцог Фридрих II фон Саксония-Гота-Алтенбург (1676 – 1732) и съпругата му Магдалена Августа фон Анхалт-Цербст (1679 – 1740), дъщеря на княз Карл Вилхелм фон Анхалт-Цербст.
Принцът учи в Женева и започва военна служба в Дания. Той отива при сестра си Августа в Англия и промовира в университета в Оксфорд. През 1743 г. започва служба в Курфюрство Саксония. През 1746 г. той е генерал-майор. През 1753 г. е генерал-лейтенант в Курфюрство Саксония.
От 1754 г. фамилиите преговарят за женитба между Йохан Адолф и Ернестина Албертина фон Саксония-Ваймар-Айзенах, дъщеря на херцог Ернст Август I фон Саксония-Ваймар-Айзенах, но Ернестина Албертина се омъжва на 6 май 1756 г. за граф Филип II Ернст фон Шаумбург-Липе. Йохан Адолф се жени по-късно морганатично за Мария Максимилиана Елизабет Шауер.
В началото на Седемгодишната война той попада в пруски плен, но е освободен и се оттегля в Айзенберг и през 1756 г. си построява там дворец Фридрихстанек. Той успява да издигне Мария Максимилиана Елизабет Шауер и двете им живи деца на 12 януари 1779 г. чрез император Йозеф II под името „фон Готхарт“ в имперското благородническо общество.
След смъртта на Йозеф Фридрих фон Саксония-Хилдбургхаузен той е от 1787 г. сеньор на фамилията Ернестини.
Умира на 29 април 1799 г. на 67 години във Фридрихстанек. Погребан е в дворцовата църква в Айзенберг (Тюрингия).

## Деца
Йохан Адолф и Мария Максимилиана Елизабет Шауер имат три деца:
- Фридрих Адолф (*/† 1760)
- Адолф Христиан Карл (1761 – 1835)
- Йохана Адолфина Фридерика (1767 – 1804)